# Tanguci

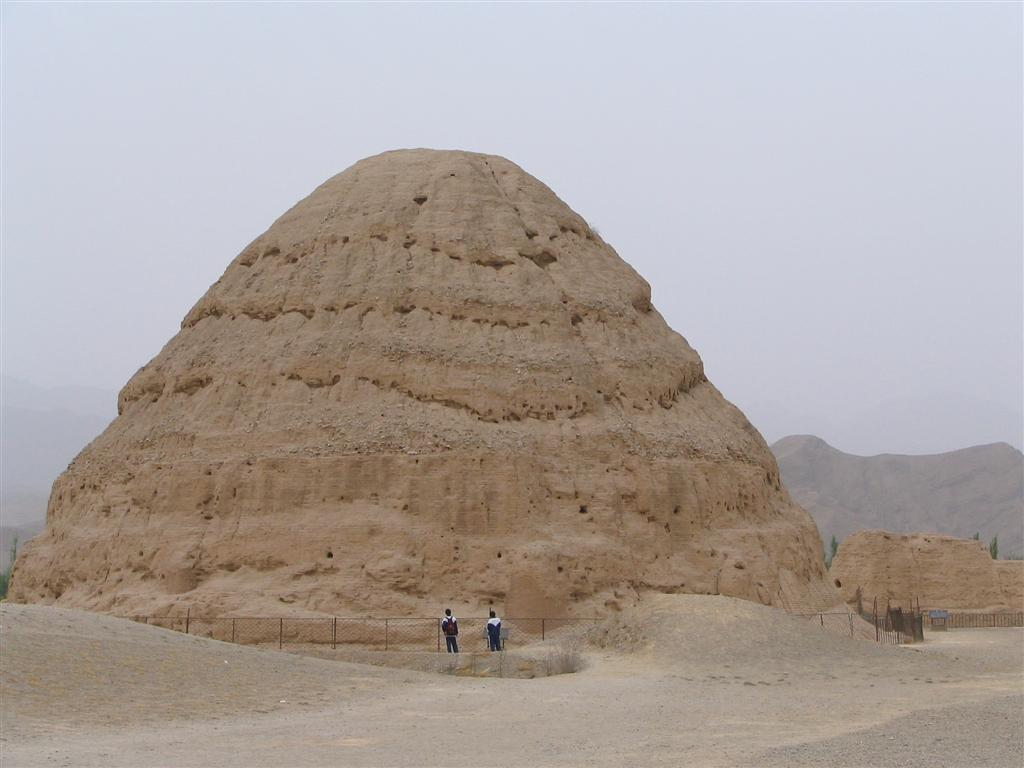
Kurhan tangucki w Ningxia

Tanguci – koczowniczy lud pochodzenia tybetańskiego, który przed X wiekiem przeniósł się na zachodnie tereny dzisiejszej prowincji Syczuan. Tanguci posługiwali się własnym językiem, który prawdopodobnie wymarł razem z nimi. Na ziemiach chińskich ulegli sinizacji.

## Historia
W 982 roku jego władca, Li Deming (李德明), założył w zakolu rzeki Huang He tanguckie państwo pozostające w orbicie chińskich wpływów kulturowych i znane pod chińską nazwą Xixia (Zachodnie [państwo] Xia). W 1028 Tanguci podbili prowincje Gansu oraz Mongolię Wewnętrzną. 
Jego syn Li Yuanhao (李元昊) postawił na budowanie tanguckiej tożsamości Xixia, poprzez urzędowy nakaz przestrzegania tanguckich obyczajów i stworzenie narodowego pisma. Nakazał m.in. noszenie narodowego stroju i krótko przyciętej fryzury, lub całkowite golenie włosów na głowie, by odróżnić się od Chińczyków, którzy nosili w tym czasie długie włosy. Nowy władca odrzucił także chińskie nazwisko i przyjął tanguckie imię. Zmienił nazwę stolicy, Xingqing (興慶), a w 1038 roku ogłosił się cesarzem. 
Na początku XIII wieku tanguckie państwo Xixia jako pierwsze zostało najechane przez Czyngis-chana, który ostatecznie zniszczył je w 1227 roku. Sam jednak zmarł podczas oblężenia tanguckiej stolicy Edziny. Ludność tangucka została wybita lub uległa wymieszaniu z ludnością chińską i mongolską. Ruiny stolicy państwa Tangutów odkrył w 1907 roku Piotr Kozłow.